# Dong Fuxiang
Dong Fuxiang 董福祥T, 董福祥S, Dǒng FúxiángP, Tung Fu-hsiangW nome cinese di cortesia Xingwu (星五), (Gansu, 1839 – 1908) è stato un generale cinese che visse nella tarda epoca della dinastia Qing.

## Biografia
Era nato nella provincia cinese occidentale di Gansu e comandò un esercito di Hui che comprendeva i generali Ma Maura, Ma Anliang e Ma Fuxiang. Secondo il calendario occidentale, nacque nel 1839.
Era un generale Han cinese non musulmano che comandava soldati Hui musulmani. Sono stati forniti resoconti contrastanti sulla sua religione ed etnia. Fonti occidentali contemporanee affermano che era musulmano, il che è un errore, poiché le fonti occidentali moderne dicono che non era musulmano, o che non parlava della sua religione, e alcuni erroneamente continuano a dire che fosse musulmano. L'unica cosa chiara su di lui è che conosceva la milizia musulmana del Gansu e comandava le truppe musulmane in battaglia. All'ufficiale consolare britannico, Erich Teichman, in viaggio a Gansu fu ripetutamente detto che Dong Fuxiang era cinese Han e non un musulmano, ma l'ufficiale insistette nel credere, erroneamente, che fosse un musulmano. La confusione sulla sua religione fu chiarita da Jonathan Neamen Lipman il quale notò che gli occidentali avevano commesso l'errore di presumere che Dong fosse un musulmano da quando comandava i soldati musulmani durante la Ribellione dei Boxer, e l'errore fu ripetuto da successive enciclopedie occidentali e opere sull'Islam e sulla ribellione dei Boxer.
Gli eserciti musulmani cinesi di Dong Fuxiang erano conosciuti come Kansu Braves e combatterono contro l'esercito tedesco e le altre otto forze alleate, ripetutamente al primo intervento della spedizione Seymour. Fu solo al secondo tentativo, nella spedizione Gasalee, che l'Alleanza riuscì a sfondare e combattere le truppe musulmane cinesi nella Battaglia di Pechino. Tuttavia il Kaiser Guglielmo II fu così allarmato dalle truppe musulmane cinesi che chiese al califfo Abdul Hamid II dell'Impero ottomano di trovare un modo per fermare i musulmani cinesi.
Dong partecipò alla prima rivolta dei Dungani, e passò dalla parte della dinastia Qing assieme al generale Ma Zhanao. Non era un fanatico o addirittura interessato alla ribellione, aveva semplicemente radunato una banda di seguaci durante la ribellione e combattuto come molti altri. Si unì all'esercito Qing di Zuo Zongtang in cambio della nomina a mandarino acquisendo grandi proprietà.
Nel 1890 gli venne assegnato il comando della guarnigione di Aksu, Kashgaria e nominato brigadier generale.
Nel 1894, lui, Ma Anliang e Ma Haiyan vennero chiamati a Pechino durante la prima guerra sino-giapponese, ma a seguito della seconda rivolta dei Dungani vennero inviati a combattere contro i ribelli.
Nel 1895-1896, guidò le sue truppe musulmane a reprimere la seconda rivolta dei Dungani a Gansu e nel Qinghai. Dong Fuxiang era il comandante in capo della Kashgaria (Kashgar), e ricevette un ordine telegrafico secondo il quale, sia lui che il generale Ma Pi-sheng, avrebbero dovuto raggiungere il luogo della rivolta a marce forzate.
I musulmani si erano ribellati, e le truppe lealiste musulmane cinesi, guidate dai generali Ma Anliang, Ma Guoliang, Ma Fuxiang e Ma Fulu stroncarono la rivolta, stando a quanto riferito, tagliando le teste e le orecchie dei ribelli. In seguito alla vittoria egli ricevette il grado di generalissimo.
Nel 1898, Dong e i suoi 10.000 musulmani vennero trasferiti a Pechino in preparazione della guerra contro gli stranieri, e le sue truppe vennero denominate Corpi Wuwei di retroguardia. Mentre erano di stanza a Pechino, le truppe della divisione Wuwei attaccarono ripetutamente gli stranieri nelle loro legazioni, nelle ferrovie e nelle chiese. Circolava la voce che le truppe Wuwei avrebbero spazzato via gli stranieri per restituire un'età dell'oro alla Cina. Un cancelliere giapponese, Sugiyama Akira, venne ucciso l'11 luglio dai soldati del Kansu. Nel tratto di ferrovia di Fungtai, due ingegneri britannici vennero ridotti in fin di vita dalle truppe Kansu, e i ministri delle legazioni straniere chiesero che venissero ritirate dal momento che stavano minacciando la loro sicurezza. Anche altri europei e occidentali vennero uccisi. Ma Anliang, Tongling di Ho-Chou, si unì a Dong nel combattere gli stranieri. Giravano voci che Dong Fuxiang avrebbe presumibilmente massacrato gli stranieri di Pechino. In una lettera inviata il 14 maggio 1899, Robert Hart scrisse delle voci di un presunto massacro imminente per mano delle truppe di Dong Fuxiang a giugno, e il 4 giugno scrisse dell'influenza che Dong Fuxiang esercitava sulla politica dell'imperatrice Dowager Cixi nei confronti degli stranieri.
Dong partecipò a più udienze con l'imperatrice Dowager Cixi, dal 27 al 29 maggio 1900, per affermare in lei la sua convinzione che avrebbe potuto sconfiggere ed espellere gli stranieri dalla Cina. Era così anti estero che usò un vecchio strumento cinese, Sheng Jia, al posto delle moderne bande di ottoni, e le sue truppe indossavano tradizionale abbigliamento cinese invece delle uniformi in stile occidentale.
Nel 1900 scoppiò la ribellione dei Boxer e le sue truppe Wuwei si allearono ai Boxer dichiarando guerra all'Alleanza delle otto nazioni. Costituirono la divisione di retroguardia, e gli occidentali li definirono "la marmaglia islamica dei 10.000". Erano gli attaccanti più efficaci sulle legazioni straniere, e infusero la paura nelle menti degli occidentali. Le sue truppe crearono così tanti problemi che fu chiesto l'intervento del Corpo dei Marine degli Stati Uniti.
Dong era un fratello giurato di Li Lai chung, un altro sostenitore del Boxer e anti stranieri.
La Divisione di retroguardia Wuwei era organizzata in otto battaglioni di fanteria, due squadroni di cavalleria, due brigate di artiglieria e una compagnia di ingegneri e intimidì presto le forze occidentali. Secondo quanto riferito, era ansiosa di unirsi ai Boxer e attaccare gli stranieri e ne uccisero uno fuori dalla porta Yungting. Alla porta Zhengyang, ingaggiarono un aspro combattimento contro le forze britanniche.
Il 18 giugno, le truppe Wuwei di stanza a Hunting Park, nel sud di Pechino, attaccarono nella Battaglia di Langfang. Le truppe erano costituite da cavalleria - circa 5.000 uomini - armati di fucili moderni. I marine russi delle legazioni furono sottoposti a un massiccio attacco il 23 giugno da parte di Dong che si era unito ai Boxer. Un marine tedesco venne ucciso e il giorno dopo, il 24 giugno, fu ucciso anche un marine americano.
La sola presenza di Dong era minacciosa per gli stranieri e alcuni di loro lo consideravano un orco. Anche le sue truppe vennero dichiarate feroci.

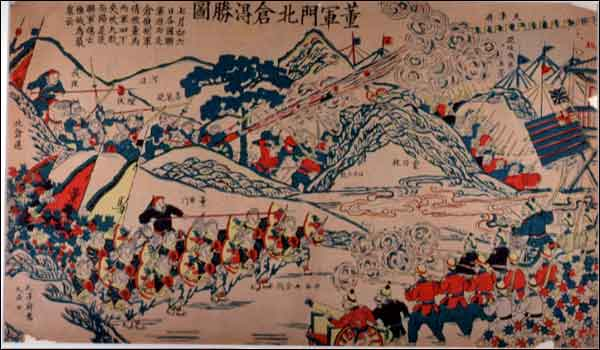
Battaglia di Beicang, nei sobborghi di Tiantsin.

Altre battaglie di Dong Fuxiang: Ts'ai Ts'un, 24 luglio; Ho Hsi Wu, 25 luglio; An P'ing, 26 luglio; Ma T'ou, 27 luglio. Sconfisse gli occidentali nella battaglia di Langfang.
Il vicario apostolico cattolico francese, monsignor Alfons Bermyn, voleva l'intervento delle truppe straniere di stanza nella Mongolia interna, ma il Governatore rifiutò. Bermyn fece ricorso a menzogne e presentò una petizione al Manciù Enming chiedendo l'invio di truppe a Hetao dove, secondo lui, le truppe mongole del principe Duan e quelle musulmane del generale Dong Fuxiang avrebbero minacciato i cattolici. Si scoprì poi che Bermyn aveva detto il falso. Uno dei falsi rapporti affermava che Dong Fuxiang aveva spazzato via i missionari belgi in Mongolia e stava per massacrare i cattolici a Taiyuan.
Quando la corte cinese decise di lasciare Pechino, gli Wuwei scortarono l'imperatrice Dowager Cixi e l'imperatore Guangxu a Xi'an. Gli occidentali avevano sofferto così tanto nelle mani delle truppe e chiesero che Dong fosse giustiziato. La corte Qing rifiutò di inchinarsi alle richieste degli stranieri, e Dong non fu giustiziato, ma esiliato a Gansu privandolo di tutti i suoi privilegi. Dopo che Dong aveva perso tutti gli incarichi, gli fu comunque permesso di comandare il suo esercito personale di 5.000 uomini nel Gansu.
Aiutato dalla sua personalità accattivante, divenne un eroe nazionale nella lotta contro gli stranieri.
Durante il suo esilio a Gansu, deteneva un grande potere politico locale mentre era protetto dalle sue guardie del corpo e tutte le decisioni locali dovevano essere prese con il suo consenso. Aveva a disposizione due fortezze e molte proprietà. Dopo la sua morte, nel 1908, tutti i ranghi e gli onori che gli erano stati revocati a seguito delle richieste straniere furono ripristinati e gli fu data una piena sepoltura militare.
La famiglia di Dong Fuxiang, sua moglie Tung Chao-shih (Dong Zhaoshi) e i nipoti Tung Wen (Dong Wen) e Tung Kung (Dong Gong) combatterono per la dinastia Qing durante la rivoluzione Xinhai nel 1911 a Gansu.